# 性慾低下症
性欲低下症（縮寫HSDD），抑或性慾抑制、 低性欲:543，是性功能障碍的一種，它會導致個體對性活動失去慾望，或沒有任何的性幻想。只有在構成了當事人極大的痛苦或對其親密關係構成負面影響時，這一狀態才會被視為一種障礙看待，且最好在診斷時排除其他疾病或藥物的影響。具有性慾障礙的人不會主動發生性行為，亦不會對他人的有關慾望有所回應。它影響了美國約10%未踏入更年期的女性人口，亦即約600萬名女性。
性欲低下症底下細分了不同類別。它可以是一般型（不論對象，皆沒有性慾），亦可是情境型（性慾是有的，但只對目前伴侶沒有）。此外亦可按患病時長分成後天性（性欲低下症開始之前性功能正常）與终身性（由始至終都是低性慾或無性慾狀態）兩類。
在DSM-5中，性欲低下症細分作男性性慾低落障礙症及女性性興趣/興奮障礙症兩類。DSM-III則以性慾抑制之名，首次在手冊中涵蓋此症；此一名稱後於DSM-III-R中受到更改。其他代指此症的用語包括性厭惡障礙、性冷淡、性冷感。

## 成因
性慾低下不能跟性慾低下症劃上等號。相關狀態需符合「構成了他極大的痛苦或對其親密關係構成負面影響」的要求，才能視之為後者，且應在診斷時排除其他疾病或藥物的影響。故此性慾低下症的確切成因相當複雜。不過性慾低下的成因則較容易說明。
對於男性而言，虽然理论上性慾低下/性慾低下症的类型相對较多，但一般只把其分作三類。
- 終身一般型：該男性從來沒有對自身進行性刺激的慾望，也從不希望自身伴侶進行之。
- 後天一般型：在以往，該男性對現在的伴侶是存有性慾，不過之後不論對象如何，皆沒有性慾。
- 後天情境型：在以往，該男性對現在的伴侶是存有性慾，不過之後失去對該名伴侶的性慾，其他對象反而能激起之。

治療師有時難以區分上述三者，且它們的成因可以各有不同。終身一般型性慾低下症成因不明。後天一般型的潛在成因則包括身體問題、心理問題、睾酮水平低下、催乳素水平過高。有一种理论认为，性慾是由抑制性因子和兴奋性因子共同控制的，並由「脑部特定區域的神经递质平衡與否」決定強弱。因此性慾低下可能是抑制性神经递质（比如血清素）與兴奋性神经递质（比如多巴胺和去甲腎上腺素）之間失去平衡所導致的。此外性慾低下可以是某些藥物的副作用所致。後天情境型性慾低下症的潛在原因包括亲密恐惧症、關係問題、性瘾、伴侶出現臨床問題。不過上述成因的證據質量存疑。部分提出者宣稱結論是依照经验证据而下的。不過另有一些僅以臨床觀察為依據。很多性慾低下症病例不能找出確切成因。
對於女性而言，性慾低下症也有一些潛在的成因。身體問題、心理問題、催乳素水平過高同樣可導致她們患上性慾低下症。其他激素在當中也扮演一定角色。此外像關係問題、壓力般的因子亦可能導致女性性慾減退。根據一項針對女性性慾低下症患者與非患者的對照研究，患有性慾低下症的女性並沒有對性刺激作出負面反應，不過相對於非患者，她們的正面反應較弱。

## 診斷
在DSM-5當中，男性性慾低落障礙症是指「個人對性活動的幻想和慾望持續性地不足或缺乏」，不足或缺乏的定義則由治療師根據當事人的年紀及文化背景来決定。女性性興趣/興奮障礙症則定義為「性興趣/興奮的顯著低落」，且需符合以下至少三項症狀：對性行為缺乏或只有少量興趣、缺乏或只有少量性念頭、没有或很少尝试主动提出性邀請，或對伴侶的挑逗缺乏反應/沒有反應、在75-100%的性體驗當中感受不了性快感/性興奮、對來自自身或外部的性刺激缺乏/只有少量性興趣、在75-100%的性體驗當中，性器官/性器官以外的部分欠缺或只有少量感覺。
要診斷某人患上上述任何一者，症狀皆需持續出現六個月，且須證明這構成了當事人極大的痛苦，及其他疾病或藥物不能更好地解釋求診者的狀況。與伴侶性慾不配合不足以斷定某人患上性慾低下症。另只要求診者自我認定為終生無性的無性戀者，即可把他從診斷中排除。

## 治療

### 諮詢
正如很多性功能障礙一樣，人們常會在擁有一段伴侶關係時，才去選擇治療性慾低下症。在理論上，性慾低下症也可在當事人沒有建立伴侶關係的情況下，得到診斷和治療。不過情感關係仍是某名性慾低下的女性尋求診斷的最大预测因子，且性慾低下症的診斷包含了相關狀態「構成了當事人極大的痛苦」這一項目。因此伴侶一起去尋求治療的情況是最為普遍的。治療師首先會嘗試找出性慾低下症的生理性或心理性病因。若是生理性原因所導致的，臨床治療師可能會嘗試治療它。若治療師相信其紮根於心理因素之上，他們可能會推薦某一種治療法。若從上述兩方面著手，都不能找出病因，治療師則一般聚焦於關係與溝通問題，當中可能包括訓練溝通技巧（口頭與非口頭溝通 ）、協助提升日常的親密度、傳授性知識。有時問題出自於當事人對性的錯誤理解，以及自身不能達到他理解的性時的擔憂。故此教育可以是治療的重要一環。若治療師相信問題部分出自於當事人的壓力過大，他有可能提供更有效的應對手段予當事人。此外治療師亦應了解為何求診者認為性慾低下會對其關係構成影響，因為伴侶之間可能對性有不同的理解，而又互不知情。
對於男性患者而言，治療手段可能因性慾低下症的分類而出現不同。治療師較難去把終身一般型的男性的性慾提高。於是較多會協助該對伴侶接受之。後天一般型則較有可能是生因性的，故此治療師有可能會嘗試解決根本的生理問題。後天情境型則可能會用到心理療法，且可能單獨進行，或與伴侶一起進行。

### 藥物

#### 已認可
氟班色林為首款得到FDA認可，可用於治療更年期前女性的性慾低下症的藥物。這一認可是帶有爭議性的，而且根據一篇系統綜述，它對患者幾乎沒有益處。2019年，布美諾肽是美國另外一款得到認可，可用於治療更年期前女性的性慾低下症的藥物。在這兩款藥物之外的，都是沒得到認可。

#### 沒得到認可
數項研究證實了抗抑郁药安非他酮可以提高患有性慾低下症的非抑郁症女性之性功能。跟安非他酮作用類近的抗焦慮藥物丁螺環酮亦被研究證實有同樣效用。
睪酮補充劑在短期內能夠治療性慾低下症。不過它的長期安全性仍是未知之數。

## 歷史
英語中的性冷感「frigid」源自中世纪和现代早期有关巫术的典籍。當時人們相信巫女可用咒語來使男性不能勃起。到了19世紀早期，女性才首次被形容為「frigid」，而且有大量文献记载道，若一个女人不愿与丈夫发生性关系，在當時會被視為嚴重問題。1800-1930年期間，很多醫學典籍文獻都聚焦探討女性性冷感，視之為一種性病態。
法國精神分析學家瑪麗·波拿巴把性冷感理論化，並認為自身患有此症。早期的DSM只列出了兩種性功能障礙——性冷感與性無能。
1970年，麥斯特與強生出版了《人類性功能障礙》一著，他們於當中探討不同的性功能障礙，不過相關探討僅局限於性器官功能上的障礙，例如男性早發性射精與性無能；女性陰道痙攣與性高潮障礙。在麥斯特與強生發表研究之前，普遍研究者會視女性性高潮主要由刺激陰道所引起的，他們則證實它主要由刺激陰蒂所致。因此，女性主義者開始把性冷感視為「由男性下的定義，指的是不能達至陰道高潮的女性」。
在該本書出版之後，性治療隨即變成了一門熱門新興行業。不過有關性慾低下者的治療記錄最早要到了1972年才出現。此後直到1977年，才視之為一種特定疾病看待。性治療師海倫·辛格·卡普蘭與哈羅德·萊夫分別提出了一個用於形容低性慾者或無性慾者的分類——「低性慾」（hypoactive sexual desire）與「性慾抑制」（inhibited sexual desire）。在當時，性治療一般會假設求診者擁有一定的性興趣，而問題只是由生殖器功能異常或性焦慮所引起——在這種前設底下難以治療對其伴侶沒有性慾的人，故此他們認為有必要提出這個分類。次年，卡普蘭與萊夫共同向自身所屬的APA工作小組提出有關DSM-III性障礙內容的建議書。1980年推出的DSM-III包含了有關低性慾的診斷標準。
此一診斷需考慮求診者的文化背景。對於一些文化而言，性慾低下才是正常的，性慾高漲反是「不妥當」的狀態。舉例來說，東亞人口的性慾可能低於歐美人口。生活在其他文化的人則可能有高於歐美人口的傾向。一些文化對性慾有著嚴格的限制，另一些則採取極其寬容的態度。各文化對於何謂「正常的」性慾有著不同的觀點，且之間很少出現價值中立的情況。在1970年代期間，歐美地區的文化有著強烈的信念，認為「性是好的，愈多愈好」。在这种情况下，該些一直對性不感興趣的人有可能會被「病態化」，即使以往社會不認為這是一個問題。他们可能會感到跟主流價值觀格格不入，並去為此尋求治療。性慾抑制就在此一時代背景下誕生。
DSM-III於1987年作出了修訂，成為DSM-III-R。性慾抑制於當中拆分成了兩個類別——性慾低下症與性厭惡障礙。前者是指對性缺乏興趣，後者則指對性感到厭惡。参与修订DSM-III性障碍部分的委员会认为，「抑制」一词暗示了心理动力為疾病的根源（即性慾是存在的，但當事人因某些原因而抑制之），故才作出這種轉變。「性慾低下」一詞雖可能較令求診者尴尬，但就其成因而論，這是一個較為中性的用詞。DSM-III-R估計約20%的人口患有性慾低下症。1994年的DSM-IV則加上了「構成當事人極大的痛苦或對其親密關係構成負面影響」這一診斷標準。
於2013年推出的DSM-5将性慾低下症分成「男性性慾低落障礙症」及「女性性興趣/興奮障礙症」兩類。之所以有这样的区别，是因为男性的性欲比女性更强，而且出現得較頻密。洛里·布罗托表示， 与DSM-IV的分类系统相比，這顯得較為可取，因为（1）它反映了女性的性興趣和性興奮倾向于重叠的发现；（2）它把欠缺性慾，不過又因其他原因，而願意與其他人從事性行為的女性，跟從未經歷過性興奮的女性區分開來；（3）它考虑到了性欲的变异性。此外六項症狀標準有助於避免把適應性的性慾下降病態化。

## 批評
目前DSM所定義的性慾低下症受到了一些批評，指此一診斷隱含了社會性功能。
- 性慾低下症被視為性醫學化史的一部分，因為醫療從事者從中界定了何謂正常的性[35]。它还被部分研究放在「把性问题化的框架内」[36]。
- 性慾低下症受到了「對正常的性變異進行病理化」的批評，因為性慾的常態仍未可知[37]。這一批評部分是因「持續性」的操作定义不明確所致[28]。
- 性慾低下症可能會使無性戀者病態化。雖然他們缺乏性慾，但這對他們而言可能不是什麼大問題[38]。正因為如此，部分無性戀者會對制定DSM-5的精神卫生界人士進行游说工作，要求他們承認是無性戀一種性取向，而不是一種精神疾病[39]。

其他批評更為關注科學上與臨床上的問題。
- 性慾低下症是一個擁有多種病因的疾病。除了作為臨床醫師評估患者的起點之外，此一診斷的作用只餘下很少[40]。
- 「構成了當事人極大的痛苦或對其親密關係構成負面影響」此一標準同樣受到了批評。因為若非這樣，當事人也不會主動求醫，故此被批評多此一舉[40]。另有說法指这一标准降低了诊断的科学性，並掩飾了正常性功能的数据不足問題[41]。
- 「構成了當事人極大的痛苦」當中的「痛苦」同樣被批評指欠缺明確定義[42]。

## 延伸閱讀
- Peter Cryle and Alison Moore, Frigidity: An Intellectual History. Basingstoke: Palgrave Macmillan, 2011. ISBN 978-0-230-30345-4.
- Peter Cryle and Alison Moore, Frigidity at the Fin-de-Siècle, a Slippery and Capacious Concept, Journal of the History of Sexuality 19 (2) 2010, 243-261.
- Alison Moore, Frigidity, Gender and Power in French Cultural History – From Jean Fauconney to Marie Bonaparte. French Cultural Studies20 (4), 2009, 331-349.
- Alison Moore, The Invention of the Unsexual: Situating Frigidity in the History of Sexuality and in Feminist Thought. French History and Civilization 2 (2009), 181-192.
- Montgomery, KA. . Psychiatry (Edgmont). 2008, 5 (6): 50–55. PMC 2695750 . PMID 19727285.
- Basson, R; Leiblum, S; Brotto, L; Derogatis, L; Fourcroy, J; Fugl-Meyer, K; Graziottin, A; Heiman, JR; Laan, E; Meston, C; Schover, L; van Lankveld, J; Schultz, WW. . Journal of Psychosomatic Obstetrics and Gynaecology. 2003, 24 (4): 221–9. PMID 14702882. doi:10.3109/01674820309074686.
- Warnock, JJ. . CNS Drugs. 2002, 16 (11): 745–53. PMID 12383030. doi:10.2165/00023210-200216110-00003.
- Basson, R. . Canadian Medical Association Journal. 2005-05-10, 172 (10): 1327–1333. PMC 557105 . PMID 15883409. doi:10.1503/cmaj.1020174.
- Nappi, RE; Wawra, K; Schmitt, S. . Gynecological Endocrinology. 2006, 22 (6): 318–23. PMID 16785156. doi:10.1080/09513590600762265.